# Гайсинович, Абба Евсеевич
А́бба Евсе́евич Гайсино́вич (16 (29) октября 1906, Екатеринослав, — 30 июля 1989, Москва) — советский генетик и историк биологии.

## Биография
Сын Овсея Залмановича Гайсиновича. Образование получил в Московском университете на биологическом отделении физико-математического факультета (1928).
В начале своей карьеры занимался изучением ступенчатого аллеломорфизма у дрозофилы. Как историк науки участвовал в издании серий «Классики биологии и медицины» и «Классики науки», подготовил к изданию собрания писем Ч. Дарвина, А. О. и В. О. Ковалевских, И. И. Мечникова. Автор монографий о Каспаре Фридрихе Вольфе и истории развития генетики. Присоединялся к мнению, что если бы Дарвин ознакомился с работой Г. Менделя, то он полностью оценил бы ее значение. После того как в 1967 году академик Б.Л. Астауров восстановил Кольцовский институт, он взял на работу А.Е. Гайсиновича, который до конца жизни оставался там сотрудником. Долгие годы Гайсинович был ученым секретарем научного совета по проблеме «Закономерности индивидуального развития животных и управление процессами онтогенеза», опубликовал ряд статей в журнале «Онтогенез». Эрудиция Аббы Евсеевича позволяла ему быть первоклассным специалистом как в области истории генетики, так и в области истории эмбриологии, эволюционной теории, знать и понимать «горячие точки» современной науки. Его исключительным даром как историка было умение, подкрепленное скрупулезным знанием фактов и дат, оценивать историю «изнутри», а не осовременивать ее, подгоняя под мерки сегодняшнего дня.
Урна с прахом захоронена в колумбарии Введенского кладбища.

## Семья
Первая жена — Ида Яковлевна Учитель (1922—2014), иммунолог, доктор медицинских наук, профессор.
Вторая жена — Анна Александровна Гайсинович (6 марта 1923 — 1 ноября 2012), кандидат биологических наук, с 1991 года жила в Израиле (Маале Адумим).
Дочь — Ольга Цадикова-Гайсинович (род. 1953), живёт в Израиле.
Брат — Самуил Евсеевич Гайсинович (1903—1938), педагог, профессор; расстрелян в Бутово-Коммунарке.

## Основные работы
- Гайсинович А. Е. К. Ф. Вольф и учение о развитии организмов (В связи с общей эволюцией научного мировоззрения). М.: Изд-во АН СССР, 1961. 548 с.
- Гайсинович А. Е. Зарождение генетики. М.: «Наука», 1967. 196 с.
- Гайсинович А. Е. Зарождение и развитие генетики. М.: «Наука», 1988. 424 с.

Работы А. Е. Гайсиновича, опубликованные в Интернете:
- Гайсинович А. Е., Музрукова Е. Б. «Учение» О. Б. Лепешинской о «живом веществе» // Репрессированная наука, Л.: Наука, 1991, с.71-90.
- Гайсинович А. Е., Музрукова Е. Б. «Отрыжка» клеточной теории // Природа, 1989, № 11, с.92-100.